# Farmacologische interactie
Bij een farmacologische interactie treedt er wisselwerking op tussen de fysiologische invloed van verschillende stoffen op een organisme. Er bestaan verschillende soorten farmacologische interacties. Stoffen kunnen elkaars werking versterken in het geval van agonisten of verzwakken in het geval van antagonisten. In sommige gevallen kan een andere werking optreden die niets met de werking van de afzonderlijke componenten te maken schijnt te hebben. Farmacologische interacties kunnen gewenst of ongewenst zijn. Doorgaans zijn de oorzaken van farmacologische interacties onbekend. Farmacologische interacties kunnen per individu sterk verschillen en afhankelijk zijn van externe omstandigheden. Sommige geneesmiddelen kunnen onderling of met een cocktail van stoffen die in voedings- en genotmiddelen of cosmetica voorkomen, gevaarlijke interacties vertonen.

## Onderzoek en signalering
Farmacologische interacties zijn voor toxicologen meestal moeilijk te onderzoeken. Het aantal mogelijke combinaties waarin farmacologisch actieve stoffen kunnen voorkomen is in de praktijk oneindig groot. Daarom zijn medicatiebewaking en meldingen van bijwerkingen van medicijnen en van ongevallen ten gevolge van combinaties van medicijngebruik van groot belang. Het toenemend medicijngebruik bij ouderen is een reden tot zorg aangezien er weinig bekend is over de bijwerkingen van geneesmiddelen en combinaties van geneesmiddelen bij ouderen. Tijdens de ontwikkeling van veel geneesmiddelen wordt het farmacologisch en toxicologisch onderzoek naar de werking en de bijwerkingen van geneesmiddelen voornamelijk uitgevoerd met proefpersonen die betrekkelijk jong zijn.

## Voorbeelden

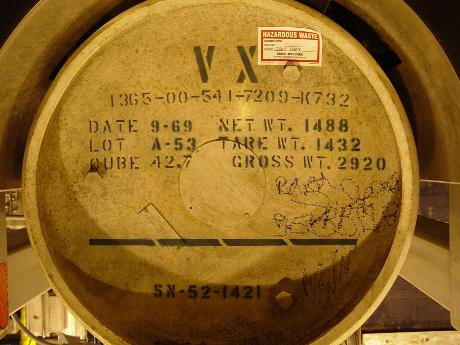
Vat met componenten voor VX-gas

- De aan ouderen regelmatig voorgeschreven combinatie van een op het angiotensinesysteen werkende bloeddrukverlager (ACE-remmer of angiotensine receptorblokker), een ontstekingsremmer (NSAID) en een diureticum (plaspil) is een belangrijke oorzaak van nierfalen en kan in potentie fataal aflopen.[1]
- De afbraak van levodopa in het bloed wordt geremd door carbidopa. Carbidopa bindt aan aromatisch L-aminozuurdecarboxylase in de lever waardoor de afbraak van levodopa in het bloed geblokkeerd wordt. Hierdoor kan de dosering en de frequentie van toediening van levodopa bij de behandeling van de ziekte van Parkinson aanzienlijk verlaagd worden.
- Anti-epileptica en sint-janskruid kunnen de werking van de anticonceptiepil ongedaan maken wat tot ongewenste zwangerschappen kan leiden.
- Barbituraten en alcohol zijn beiden GABA-agonisten die elkaars werking versterken. In combinatie met alcohol kan het gebruik van barbituraten al in relatief lage doseringen dodelijk zijn.
- Bij de ontwikkeling van binaire chemische wapens zoals VX wordt gezocht naar combinaties van stoffen die afzonderlijk relatief ongevaarlijk zijn. In combinatie kunnen hun reactieproducten wel erg giftig zijn.
- De dodelijke werking van het extreem reactieve fosgeen als strijdgas berust op het vrijkomen van veel warmte, zoutzuur en kooldioxide in combinatie met oxiderende nucleofiele radicalen die met vrijwel alle biomoleculen reageren. Zodra fosgeen het met het oppervlak van het longweefsel in aanraking komt ontstaat er ernstige schade waardoor de longblaasjes vollopen met vocht en bloed hetgeen tot verstikking leidt.
- Bij het gebruik van klassieke MAO-remmers kan in combinatie met tyramine een levensbedreigende bloeddrukstijging optreden. Tyramine is een afbraakproduct van tyrosine dat onder andere in vis en kaas voorkomt. De binding van het co-enzym flavine-adenodinucleotide aan het enzym dat tyramine afbreekt wordt door de MAO-remmer geblokkeerd waardoor de bloedspiegel van tyramine te hoog oploopt.
- Bij concentraties die onder de MAC-waarde liggen kunnen stoffen in combinatie toch gezondheidsproblemen opleveren.